# Nick Madray
Nicholas Madray (ur. 1 sierpnia 1994 w Mississaudze) – kanadyjski koszykarz, posiadający także polskie obywatelstwo, występujący na pozycjach silnego skrzydłowego lub środkowego, obecnie zawodnik WKK Wrocław.
W swojej karierze akademickiej reprezentował aż trzy różne uczelnie. Przez dwa lata reprezentował Binghamton Bearcats w konferencji America East. Następnie pauzował regulaminowo rok po transferze do zespołu Eastern Michigan Eagles, występującego w konferencji Mid-American. Po sezonie 2016/2017 przeniósł się po raz kolejny, tym razem zasilając Wagner Seahawks (Northeast). Po rozegraniu 9 spotkań sezonu zasadniczego zdecydował się przejść na zawodowstwo, zaczynając swoją karierę od klubu z Miasta Szkła Krosno, gdzie trenerem był Kamil Piechucki. Ostatecznie zawodnik nie został zgłoszony do rozgrywek, gdyż do zamknięcia okna transferowego nie udało się załatwić sprawy z polskim obywatelstwem.
We wrześniu 2018 otrzymał polskie obywatelstwo.
10 września 2018 został zawodnikiem Spójni Stargard. 10 stycznia 2019 za porozumieniem stron rozwiązano kontrakt. 24 sierpnia dołączył do I-ligowej Kotwicy Kołobrzeg.